# Woodbury Township
Pour les articles homonymes, voir Woodbury.
Woodbury Township est un township du comté de Cumberland dans l'Illinois, aux États-Unis,. 

## Source de la traduction
- (en) Cet article est partiellement ou en totalité issu de l’article de Wikipédia en anglais intitulé « Woodbury Township, Cumberland County, Illinois » (voir la liste des auteurs).